# Пузырница
Пузырница (лат. Physochlaina; от др.-греч. φῦσα, physa — пузырь и χλαῖνα, chlaina — верхняя одежда) — род растений семейства Паслёновые (Solanaceae).

## Ботаническое описание
Многолетние растения. Корневище бело-жёлтое, ломкое. Стебли невысокие, травянистые, однолетние, прямые.
Цветки на коротких опушенных цветоножках; собраны в густое, безлистное, зонтиковидное или головчато-кистевидное соцветие. Чашечка при цветках коническая или трубчато-колокольчатая, сильно увеличивающаяся и вздувающаяся ко времени плодоношения, полностью закрывающая коробочку, кожистая или перепончатая, с сетчатым жилкованием, с десятью продольными жилками. Венчик воронковидный, фиолетовый, с пятилопастным отгибом. Тычинки прикреплены нитями к середине венчика. Завязь двугнёздная; рыльце округлое, расширенное. Коробочка продолговато-округлая или почти шаровидная, открывающаяся поперек четырёхстворчатой крышечкой. Семена светло-жёлтые, с ямчатой поверхностью.

## Виды
Род включает 10 видов:
- Physochlaina alaica Korotkova — Пузырница алайская
- Physochlaina albiflora Grubov
- Physochlaina capitata A.M.Lu
- Physochlaina infundibularis Kuang
- Physochlaina macrocalyx Pascher
- Physochlaina macrophylla Bonati
- Physochlaina orientalis (M.Bieb.) G.Don — Пузырница восточная
- Physochlaina physaloides (L.) G.Don typus — Пузырница физалисовая
- Physochlaina praealta (Decne.) Miers
- Physochlaina semenowii Regel — Пузырница Семёнова